# Olympische Geschichte Sambias
| Gelbes Symbol für Goldmedaillen mit stilisierten Olympischen Ringen | Graues Symbol für Silbermedaillen mit stilisierten Olympischen Ringen | Braundes Symbol für Bronzemedaillen mit stilisierten Olympischen Ringen |
| ------------------------------------------------------------------- | --------------------------------------------------------------------- | ----------------------------------------------------------------------- |
| —                                                                   | 1                                                                     | 2                                                                       |

Sambia, dessen NOK, das National Olympic Committee of Zambia, 1964 gegründet wurde, nahm erstmals 1964, unter der Bezeichnung Nord-Rhodesien, an Olympischen Sommerspielen teil. Seit 1968 wird die Bezeichnung Sambia genutzt. 1976 beteiligte sich das Land am Boykott der Olympischen Spiele von Montreal, um gegen die Teilnahme Neuseelands zu protestieren. Auf Teilnahmen an Winterspielen wurde bislang verzichtet.

## Übersicht

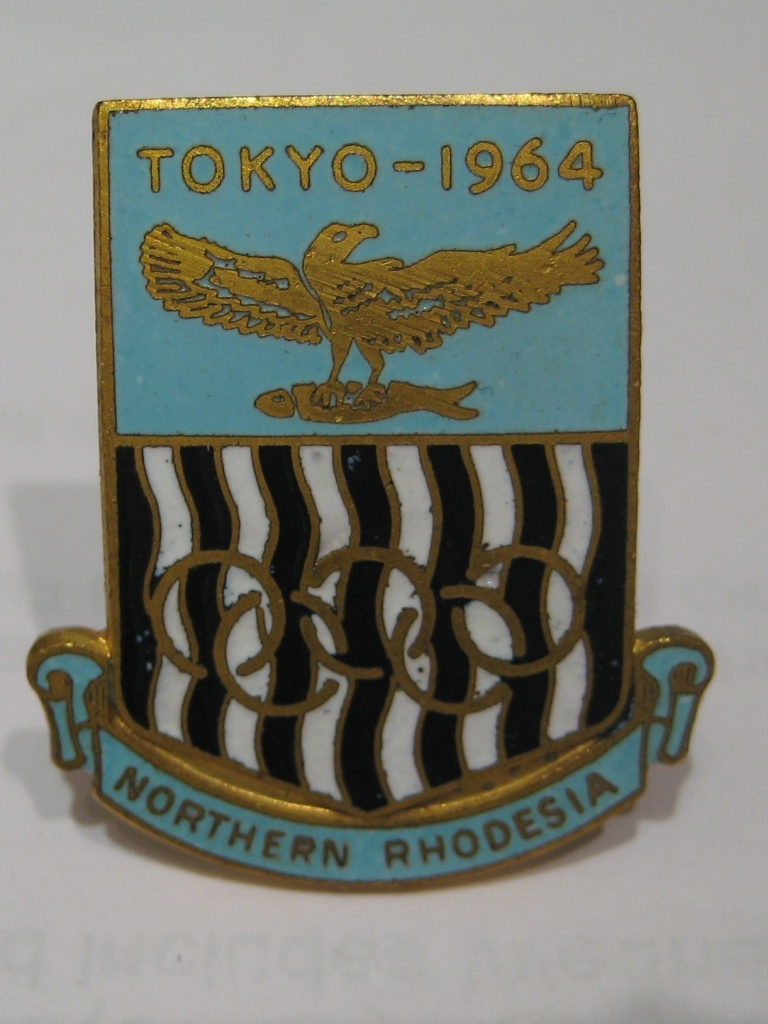
Das Abzeichen der nordrhodesischen Mannschaft in Tokio 1964

Unter der Bezeichnung Nord-Rhodesien nahmen sambische Sportler erstmals 1964 in Tokio an Olympischen Spielen teil. Die Mannschaft umfasste Leichtathleten, Boxer, Fechter, Ringer und Schwimmer. Erster Olympionike seines Landes war am 12. Oktober 1964 der Boxer Cornelis van der Walt. Erste Olympionikin war zwei Tage später die Fechterin Patricia Skinner. 1968 in Mexiko-Stadt startete die Mannschaft erstmals unter der Bezeichnung Sambia.
Wie schon zuvor blieb die sambische Mannschaft 1972 in München erfolglos. Sambia folgte dem Boykottaufruf der afrikanischen Länder und blieb den Spielen von Montreal 1976 fern. 1980 in Moskau nahm erstmals eine Fußballauswahl am olympischen Turnier teil. Zudem starteten zum ersten Mal Judoka des Landes bei Olympischen Spielen.
1984 in Los Angeles konnte Sambia den ersten Medaillengewinn feiern. Der Boxer Keith Mwila gewann die Bronzemedaille im Halbfliegengewicht. 1988 in Seoul erreichte die sambische Fußballauswahl das Viertelfinale, in dem sie mit 0:4 an der Bundesrepublik Deutschland scheiterte.
Nach einer erfolglosen Teilnahme in Barcelona 1992 konnte bei den darauf folgenden Spielen von Atlanta 1996 die zweite Medaille für Sambia gefeiert werden. Samuel Matete gewann mit 0,24 Sekunden Rückstand auf den Sieger Silber im 400-Meter-Hürdenlauf.
In den folgenden Olympischen Spielen konnten sich keine sambischen Athleten mehr in Szene setzen. 2008 in Peking ging erstmals ein sambischer Badmintonspieler an den Start.

## IOC-Mitglied
Der Präsident des sambischen NOKs, Patrick Chamunda, war von 2002 bis 2016 Mitglied des IOC. Seit 2016 ist er Ehrenmitglied.

## Übersicht der Teilnehmer

### Sommerspiele
| Jahr      | Athleten                                                | Athleten                                                | Athleten                                                | Sportarten                                              | Sportarten                                              | Sportarten                                              | Sportarten                                              | Sportarten                                              | Sportarten                                              | Sportarten                                              | Sportarten                                              | Medaillen                                               | Medaillen                                               | Medaillen                                               | Medaillen                                               | Rang                                                    |
| Jahr      | Gesamt                                                  |                                                         |                                                         |                                                         |                                                         |                                                         |                                                         |                                                         |                                                         |                                                         |                                                         |                                                         |                                                         |                                                         | Medaillen – Gesamt                                      | Rang                                                    |
| --------- | ------------------------------------------------------- | ------------------------------------------------------- | ------------------------------------------------------- | ------------------------------------------------------- | ------------------------------------------------------- | ------------------------------------------------------- | ------------------------------------------------------- | ------------------------------------------------------- | ------------------------------------------------------- | ------------------------------------------------------- | ------------------------------------------------------- | ------------------------------------------------------- | ------------------------------------------------------- | ------------------------------------------------------- | ------------------------------------------------------- | ------------------------------------------------------- |
| 1896–1956 | nicht teilgenommen                                      | nicht teilgenommen                                      | nicht teilgenommen                                      | nicht teilgenommen                                      | nicht teilgenommen                                      | nicht teilgenommen                                      | nicht teilgenommen                                      | nicht teilgenommen                                      | nicht teilgenommen                                      | nicht teilgenommen                                      | nicht teilgenommen                                      | nicht teilgenommen                                      | nicht teilgenommen                                      | nicht teilgenommen                                      | nicht teilgenommen                                      | nicht teilgenommen                                      |
| 1960      | Sambische Sportler waren Teil der Mannschaft Rhodesiens | Sambische Sportler waren Teil der Mannschaft Rhodesiens | Sambische Sportler waren Teil der Mannschaft Rhodesiens | Sambische Sportler waren Teil der Mannschaft Rhodesiens | Sambische Sportler waren Teil der Mannschaft Rhodesiens | Sambische Sportler waren Teil der Mannschaft Rhodesiens | Sambische Sportler waren Teil der Mannschaft Rhodesiens | Sambische Sportler waren Teil der Mannschaft Rhodesiens | Sambische Sportler waren Teil der Mannschaft Rhodesiens | Sambische Sportler waren Teil der Mannschaft Rhodesiens | Sambische Sportler waren Teil der Mannschaft Rhodesiens | Sambische Sportler waren Teil der Mannschaft Rhodesiens | Sambische Sportler waren Teil der Mannschaft Rhodesiens | Sambische Sportler waren Teil der Mannschaft Rhodesiens | Sambische Sportler waren Teil der Mannschaft Rhodesiens | Sambische Sportler waren Teil der Mannschaft Rhodesiens |
| 1964      | 12                                                      | 11                                                      | 1                                                       |                                                         | 2                                                       | 1                                                       |                                                         |                                                         | 5                                                       | 2                                                       | 2                                                       |                                                         |                                                         |                                                         |                                                         |                                                         |
| 1968      | 7                                                       | 7                                                       | 0                                                       |                                                         | 4                                                       |                                                         |                                                         |                                                         | 3                                                       |                                                         |                                                         |                                                         |                                                         |                                                         |                                                         |                                                         |
| 1972      | 11                                                      | 8                                                       | 3                                                       |                                                         | 4                                                       |                                                         |                                                         |                                                         | 7                                                       |                                                         |                                                         |                                                         |                                                         |                                                         |                                                         |                                                         |
| 1976      | nicht teilgenommen                                      | nicht teilgenommen                                      | nicht teilgenommen                                      | nicht teilgenommen                                      | nicht teilgenommen                                      | nicht teilgenommen                                      | nicht teilgenommen                                      | nicht teilgenommen                                      | nicht teilgenommen                                      | nicht teilgenommen                                      | nicht teilgenommen                                      | nicht teilgenommen                                      | nicht teilgenommen                                      | nicht teilgenommen                                      | nicht teilgenommen                                      | nicht teilgenommen                                      |
| 1980      | 37                                                      | 37                                                      | 0                                                       |                                                         | 8                                                       |                                                         | 14                                                      | 6                                                       | 9                                                       |                                                         |                                                         |                                                         |                                                         |                                                         |                                                         |                                                         |
| 1984      | 16                                                      | 16                                                      | 0                                                       |                                                         | 9                                                       |                                                         |                                                         | 3                                                       | 4                                                       |                                                         |                                                         |                                                         |                                                         | 1                                                       | 1                                                       | 43                                                      |
| 1988      | 29                                                      | 29                                                      | 0                                                       |                                                         | 7                                                       |                                                         | 18                                                      |                                                         | 4                                                       |                                                         |                                                         |                                                         |                                                         |                                                         |                                                         |                                                         |
| 1992      | 9                                                       | 8                                                       | 1                                                       |                                                         | 4                                                       |                                                         |                                                         | 1                                                       | 4                                                       |                                                         |                                                         |                                                         |                                                         |                                                         |                                                         |                                                         |
| 1996      | 8                                                       | 7                                                       | 1                                                       |                                                         | 4                                                       |                                                         |                                                         |                                                         | 4                                                       |                                                         |                                                         |                                                         | 1                                                       |                                                         | 1                                                       | 61                                                      |
| 2000      | 8                                                       | 6                                                       | 2                                                       |                                                         | 2                                                       |                                                         |                                                         |                                                         | 4                                                       |                                                         | 2                                                       |                                                         |                                                         |                                                         |                                                         |                                                         |
| 2004      | 6                                                       | 4                                                       | 2                                                       |                                                         | 2                                                       |                                                         |                                                         |                                                         | 2                                                       |                                                         | 2                                                       |                                                         |                                                         |                                                         |                                                         |                                                         |
| 2008      | 8                                                       | 6                                                       | 2                                                       | 1                                                       | 3                                                       |                                                         |                                                         |                                                         | 2                                                       |                                                         | 2                                                       |                                                         |                                                         |                                                         |                                                         |                                                         |
| 2012      | 7                                                       | 5                                                       | 2                                                       |                                                         | 1                                                       |                                                         |                                                         | 1                                                       | 3                                                       |                                                         | 1                                                       |                                                         |                                                         |                                                         |                                                         |                                                         |
| 2016      | 7                                                       | 5                                                       | 2                                                       |                                                         | 1                                                       |                                                         |                                                         | 1                                                       | 3                                                       |                                                         | 2                                                       |                                                         |                                                         |                                                         |                                                         |                                                         |
| 2020      | 27                                                      | 6                                                       | 21                                                      |                                                         | 3                                                       |                                                         | 19                                                      | 1                                                       | 2                                                       |                                                         | 2                                                       |                                                         |                                                         |                                                         |                                                         |                                                         |
| 2024      | 29                                                      | 7                                                       | 22                                                      |                                                         | 2                                                       |                                                         | 20                                                      | 1                                                       | 4                                                       |                                                         | 2                                                       |                                                         |                                                         | 1                                                       | 1                                                       | 84                                                      |
| Gesamt    | Gesamt                                                  | Gesamt                                                  | Gesamt                                                  | Gesamt                                                  | Gesamt                                                  | Gesamt                                                  | Gesamt                                                  | Gesamt                                                  | Gesamt                                                  | Gesamt                                                  | Gesamt                                                  | 0                                                       | 1                                                       | 2                                                       | 3                                                       |                                                         |

### Winterspiele
| Jahr      | Athleten           | Athleten           | Athleten           | Sportarten         | Medaillen          | Medaillen          | Medaillen          | Medaillen          | Rang               |
| Jahr      | Gesamt             |                    |                    | Sportarten         |                    |                    |                    | Medaillen – Gesamt | Rang               |
| --------- | ------------------ | ------------------ | ------------------ | ------------------ | ------------------ | ------------------ | ------------------ | ------------------ | ------------------ |
| 1924–2022 | nicht teilgenommen | nicht teilgenommen | nicht teilgenommen | nicht teilgenommen | nicht teilgenommen | nicht teilgenommen | nicht teilgenommen | nicht teilgenommen | nicht teilgenommen |
| Gesamt    | Gesamt             | Gesamt             | Gesamt             | Gesamt             | 0                  | 0                  | 0                  | 0                  | –                  |

## Medaillengewinner

### Goldmedaillen
Bislang (Stand 2024) keine Medaillengewinner

### Silbermedaillen
| Name          | Spiele       | Sportart       | Disziplin    |
| ------------- | ------------ | -------------- | ------------ |
| Samuel Matete | 1996 Atlanta | Leichtathletik | 400 m Hürden |

### Bronzemedaillen
| Name             | Spiele           | Sportart       | Disziplin          |
| ---------------- | ---------------- | -------------- | ------------------ |
| Keith Mwila      | 1984 Los Angeles | Boxen          | Halbfliegengewicht |
| Muzala Samukonga | 2024 Paris       | Leichtathletik | 400 m              |

## Medaillen nach Sportart
| Sportart       | Gold | Silber | Bronze | Gesamt |
| Leichtathletik | 0    | 1      | 1      | 2      |
| Boxen          | 0    | 0      | 1      | 1      |
| Gesamt         | 0    | 1      | 2      | 3      |